# NGC 7050
NGC 7050 ist ein Asterismus im Sternbild Cygnus. Er wurde am 19. August 1828 von John Herschel entdeckt.